# Pippo papà
Pippo papà (Fathers are People) è un film del 1951 diretto da Jack Kinney. È un cortometraggio animato della serie Goofy realizzato, in Technicolor, dalla Walt Disney Productions e uscito negli Stati Uniti il 21 ottobre 1951. A partire dagli anni ottanta è più noto come Il mestiere di papà.

## Trama
George Geef è appena diventato papà, ma  non sa ancora che cosa vuol dire avere un figlio. Egli, infatti, deve svolgere parecchie nuove mansioni: dal lavare e asciugare montagne di vestiti per il piccolo, al tenere sempre pronto il latte, oltre ad aiutare la moglie a vestirlo. Il tempo passa, Junior cresce, e George si trova alle prese con la sua educazione. Dovrà partecipare ai suoi giochi e respingere le sue continue richieste di giocare anche quando, ormai esausto, vorrebbe riposare. Junior poi si rivela essere molto monello e disubbidiente e quando George gli ordina di raccogliere i suoi giocattoli il ragazzo si rifiuta ostinatamente, finché la madre gli mostra un maglione fatto con i ferri. George si spaventa appena lo vede, credendo che sta arrivando un altro bambino, ma viene poi rivelato che la maglia è per il cane.

## Distribuzione
Il cortometraggio fu distribuito in Italia il 12 marzo 1964 all'interno del programma Pippo, Pluto e Paperino allegri masnadieri.

### Edizione italiana

#### Doppiaggio
Il doppiaggio originale del corto, curato da Roberto De Leonardis, venne eseguito dalla C.D.C. Il corto fu poi ridoppiato nel 1986 dalla Mops Film sotto la direzione di Willy Moser per l'inclusione nella VHS Le vacanze di Pippo.. Nel 1989 il corto fu nuovamente ridoppiato dalla Royfilm con la collaborazione del Gruppo Trenta su dialoghi di Andrea De Leonardis in occasione della riedizione VHS de Le vacanze di Pippo; e tale doppiaggio fu usato in tutte le successive occasioni.

## Edizioni home video

### VHS
- Le vacanze di Pippo (giugno 1986)[1]
- Le vacanze di Pippo (settembre 1989)[2]

### DVD
Il cortometraggio è incluso nel DVD Walt Disney Treasures: Pippo, la collezione completa.